# Aleksander iz Halesa
Aleksander iz Halesa (tudi Aleksander Haleški, Halensis, Alensis, Halesius, Alesius), francoski teolog in filozof ok. 1185, † 21. avgust 1245, Pariz, Francija
Bil je pomemben za razvoj sholastike in frančiškanske šole. Njegovi učenci so ga imenovan Doctor Irrefragabilis (neovrgljivi doktor) in Theologorum Monarcha. Velja za enega najbolj spoštovanih in vplivnih teologov 13. stoletja. Pripisujejo mu prvi poskus sistematične razlage katoliškega nauka s pomočjo Aristotela. 

## Življenje
Aleksander se je rodil med letoma 1180 in 1186 v mestu Hales v Shropshiru (danes Halesowen, West Midlands), majhni vasi v srednji zahodni Angliji. Izhajal je iz precej bogate podeželske družine. Študiral je na Univerzi v Parizu na fakulteti za umetnost kot tudi teološki fakulteti in nekje pred letom 1210 postal magister umetnosti. Z branjem teologije je začel leta 1212 ali 1213, leta 1220 ali 1221 pa je postal regentski mojster. Kot osnovni učbenik za študij teologije je uvedel knjigo Petra Lombarda z naslovom Stavki. Med univerzitetno stavko leta 1229 je Aleksander sodeloval na veleposlaništvu v Rimu, da bi razpravljal o mestu Aristotela v učnem načrtu. Leta 1230 je obiskal Anglijo in prejel kanonikat in arhidiakonat v Coventryju in Lichfieldu, svoji rodni škofiji. V študijskem letu 1232–33 je poučeval v Parizu, a ga je leta 1235 Henrik III., skupaj s Simonom Langtonom in Fulkom Bassetom, imenoval v delegacijo, ki naj bi se pogajala o obnovitvi miru med Anglijo in Francijo. Leta 1236 ali 1237, ko je imeal približno 50 let, je vstopil v frančiškanski red, prej pa se je odločal tako med cistercijani kot dominikanci. Tako je postal prvi frančiškanski brat, ki je imel univerzitetni stol. Njegova doktrinarna stališča so postala izhodišče frančiškanske teološke šole. Še naprej je poučeval in zastopal univerzo ter pozimi leta 1245 sodeloval na prvem koncilu v Lyonu. Po vrnitvi v Pariz je Aleksander zbolel, verjetno zaradi epidemije, ki je nato zajela mesto. Kmalu pred svojo nenadno smrtjo je svoj stol predal Janezu iz La Rochelleja, s čimer je zagotovil, da bo ta stol imel frančiškan. Aleksander je umrl v Parizu 21. avgusta 1245. 
Najpomembnejši učenec Aleksandra Haleškega in največja osebnost stare frančiškanske šole pa je bil Italijan Giovanni Fidanza, imenovan Bonaventura, slavljen kot Doctor seraphicus. Poleg njega pa še Janez iz La Rochelleja, Odo Rigaldus, William iz Middletona in Richard Rufus iz Cornwalla. Bonaventura, ki morda ni neposredno sedel pod Aleksandrom, je kljub temu imenoval Aleksandra kot očeta in gospodarja in želel iti po njegovih stopinjah.

## Delo
Aleksander je znan po tem, da odraža dela več drugih srednjeveških mislecev, zlasti misli svetega Anzelma in svetega Avguština. Znano je bilo tudi, da je citiral mislece, kot sta sveti Bernard in Rihard Viktorinski. Od ostalih se v svojem žanru razlikuje, saj odraža lastne in skupne interese svoje generacije. Ko uporablja dela svojih predhodnikov, Aleksander ne pregleda samo njihovih argumentov, temveč daje tudi sklepe, jih razširja in ponuja svoje dogovore in nestrinjanje z njimi. Med nauki, ki jih je Aleksander iz Halesa posebej razvil in jih tako rekoč določil, sta thesaurus supererogationis perfectorum in character indelibilis (zakramentalni značaj krsta, birme in posvečenja). O tej doktrini je veliko prej pisal Avguštin iz Hipona, na koncu pa jo je Tridentinski koncil opredelil kot dogmo. Zastavil je tudi pomembno vprašanje o vzroku učlovečenja: ali bi se Kristus učlovečil, če človeštvo nikoli ne bi grešilo? Vprašanje je sčasoma postalo osrednja točka za filozofska vprašanja (teorija možnih svetov) in teološko temo o razlikovanju med Božjo absolutno močjo (potentia absoluta) in njegovo določeno močjo (potentia ordinata).
Napisal je povzetek oz. komentar štirih knjig stavkov Petra Lombarda. Vsebina je povsem teološka. Prva knjiga obravnava Stvarnika, druga stvarstvo, tretja Odrešenika in odrešenje, četrta pa zveličavnost Cerkve. Izpostavil je trinitarno teologijo Grkov. To je bilo Aleksandrovo najpomembnejše pisanje in hkrati najzgodnejše v temu stilu. Znanstveniki sicer trdijo, da je Aleksander prvi napisal komentar na stavke Petra Lombarda, vendar ta trditev ni povsem natančna. Avtorstvo tega dela je sporno, saj je Aleksander umrl še preden je bilo delo dokončano in je šlo verjetno za plod ljudi, ki niso Aleksander. O stavkih je bilo več komentarjev, vendar se zdi, da je prvi magistrski komentar Aleksandrov. 

#### Druga zgodovinska dela
Aleksander je vplival na Aleksandra Carpenterja, avtorja Destructorium viciorum, s katerim ga pogosto zamenjujejo. Destructorium viciorum je versko delo, priljubljeno v 15. in 16. stoletju. Carpenter je avtor tudi drugih del, na primer Homiliae eruditae (Naučene pridige).

#### Zgodovinopisni prispevek
Aleksander naj bi bil med najzgodnejšimi sholastiki, ki se je ukvarjal z na novo prevedenimi Aristotelovimi deli. Med leti 1220 in 1227, skoraj desetletje preden se je Aleksander pridružil frančiškanskemu redu, je napisal Glossa in quatuor libros Sententiarum Petri Lombardi (Sijaj o štirih knjigah stavkov Petra Lombarda) (sestavljen sredi 12. stoletja), ki temelji na znanju, prejetem na predavanjih na univerzi v Parizu. Še posebej pomembno je bilo, saj je bilo prvič, da je bila druga knjiga razen Biblije uporabljena kot osnovno besedilo za teološki študij. To je usmerjalo razvoj sholastike v bolj sistematično smer, s čimer se je odprla pomembna tradicija pisanja komentarjev o stavkih kot temeljnega koraka pri usposabljanju teologov.

#### Srednjeveška sholastika
S tem je Lombardovo delo iz zgolj teološkega vira povzdignil v osnovni okvir vprašanj in problemov, iz katerih bi lahko poučevali mojstri. Tako kot v primeru Glossa in Quaestiones Disputatae je večina njegovega dela verjetno napisana v obliki zapiskov o njegovih ustnih učenjih, čeprav je vsebina vsekakor njegova. Za sodobnike pa je bil Aleksander znan po njegovem neizčrpnem zanimanju za spore. Njegovi spori, preden je postal frančiškan, v svoji sodobni izdaji zajemajo več kot 1600 strani. Njegova sporna vprašanja po letu 1236 ostajajo neobjavljena. Aleksander je bil tudi eden prvih sholastikov, ki se je udeležil Quodlibetala, univerzitetnega dogodka, v katerem je moral mojster v treh dneh odgovoriti na vsa vprašanja, ki jih je postavil kateri koli študent ali mojster. Aleksandrova vprašanja iz Quodlibetala ostajajo neurejena.

## Teologija
V začetku leta 1236 je vstopil v frančiškanski red (imel je najmanj 50 let) in bil prvi frančiškan, ki je imel stol na pariški univerzi. To funkcijo je opravljal tik pred smrtjo v Parizu leta 1245. Ko je postal frančiškan in tako ustvaril formalno frančiškansko teološko šolo v Parizu, je bilo kmalu jasno, da njegovim študentom primanjkuje nekaterih osnovnih orodij za to disciplino. Aleksander se je odzval tako, da je začel delati na Summa teologiae, ki je zdaj znana kot Summa fratris Alexandri. Aleksander je črpal predvsem iz lastnih sporov, pa tudi izbranih idej, argumentov in virov svojih sodobnikov. V prvem delu obravnava božje doktrine in njegove lastnosti; v drugem stvarstva in grehe; v tretjem odkupitve in odkupnine; in v svojem četrtem pa zakramente. Njegova vsota v času njegove smrti ni bila končana in mnogi drugi so jo dodali. Dejansko je bila približno sedemdeset let po njegovi smrti še vedno dodana njegova knjiga. Summa ob njegovi smrti še ni bila dokončana, delo so nadgrajevali še celo 70 let po njegovi smrti. Za njeno dokončanje so bili odgovorni njegovi učenci, predvsem William iz Middletona in John iz Rupella. Gotovo so ga prebrali frančiškani v Parizu, vključno z Bonaventuro. Aleksander je bil inovativen teolog. Bil je del generacije, ki se je najprej spoprijela z Aristotelovimi deli. Medtem ko so bila Aristotelova dela prepovedana kot učna besedila, so teologi, kot je Aleksander, še naprej izkoriščali njegove ideje v svoji teologiji. Aleksander je promoviral še dva nenavadna vira: Anselm Canterburyjski, čigar zapisi so bili skoraj stoletje prezrti, je pri Aleksandru dobil pomembnega zagovornika, ki je v svojih poučevanjih o kristologiji in soteriologiji veliko uporabljal Anselmova dela; in Psevdo-Dionizij Areopagit, ki ga je Aleksander uporabil pri preučevanju teologije redov in cerkvenih struktur. Čeprav je tudi v frančiškanski šoli nadaljeval tradicijo misli, usmerjene k Aristotelu in Avguštinu, je to storil pod vplivom anselmevega razmišljanja. Pravzaprav je bil Aleksander eden glavnih vplivov za napredek anselmijske misli v 13. stoletju. Tak primer je ideja izvirnega greha kot pomanjkanja pravičnosti. Aleksander je verjel, da je izvirni greh tako kazen kot tudi vzrok za kazen. Kar pomeni, da je telo pokvarjeno, duša pa čista. Aleksander napreduje z mislijo, da ne bi bil kriv Bog, da bi ustvaril bitje, ki bi povezalo pokvarjene s čistimi. Izpostavil je zelo izviren odgovor, da duša naravno želi telo. Posledično je Bog usmiljen tako, da daje duši tisto, kar hoče, kot tudi samo kaznuje dušo, da se veže s pokvarjenim mesom. Ali je duša vedela, da je telo pokvarjeno, ali pa ni (v tem primeru bi delala v nevednosti); oba razloga sta razlog za božjo kazen. Aleksander je znan tudi po tem, da zavrača idejo, da je v Božjih mislih veliko stvari, namesto tega trdi, da je popolneje vedeti samo eno stvar. Vendar s tem stališčem ni začel. V Glossi odkrito predlaga idejo o množici božanskih idej. V svojem kasnejšem delu, Quaestio disputata antequam erat Frater 46, končno zavrača množico božanskih idej in ta tema se nadaljuje skozi ostala njegova dela. Natančneje, v enem svojih zadnjih del, De scientia divina, ugotavlja, da je ideja pluralnosti sama po sebi strogo časovna, človeški pojem. Eno njegovih bolj znanih del, Summa, je pomembno zaradi svojega sistema za ugotavljanje, ali je vojna pravična. Za določitev tega obstaja šest zahtev: avtoriteta in odnos (glede na to, kdo je napovedal vojno), namen in pogoj (glede na vojake), zasluge (sovražnika) in upravičen razlog. Pravi razlog postane glavno moralno načelo za razglasitev vojne na tri načine: olajšanje dobrih ljudi, prisila hudobnih in mir za vse. Pomembno je omeniti, da je Aleksander na koncu seznama postavil mir za vse, da bi poudaril njegov pomen.